# هشام اللويسي
هشام اللويسي هو لاعب كرة قدم مغربي سابق من مواليد 19 يناير 1976، زاول بعدة أندية مغربية أبرزها الوداد البيضاوي.

## إنجازاته
الوداد البيضاوي :
- الدوري المغربي الممتاز
  - البطولة : 2006 / 2010
  - الوصافة : 2012
- كأس العرش
  - البطولة : 2001
  - الوصافة : 2003 / 2004

## روابط خارجية
- هشام اللويسي على موقع قاعدة بيانات كرة القدم.إي يو (الإنجليزية)

- Player profile - wydad.com
- Official Skyrock